# Lophorhothon
Lophorhothon là một chi khủng long, được Langston mô tả khoa học năm 1960.